# Hélios

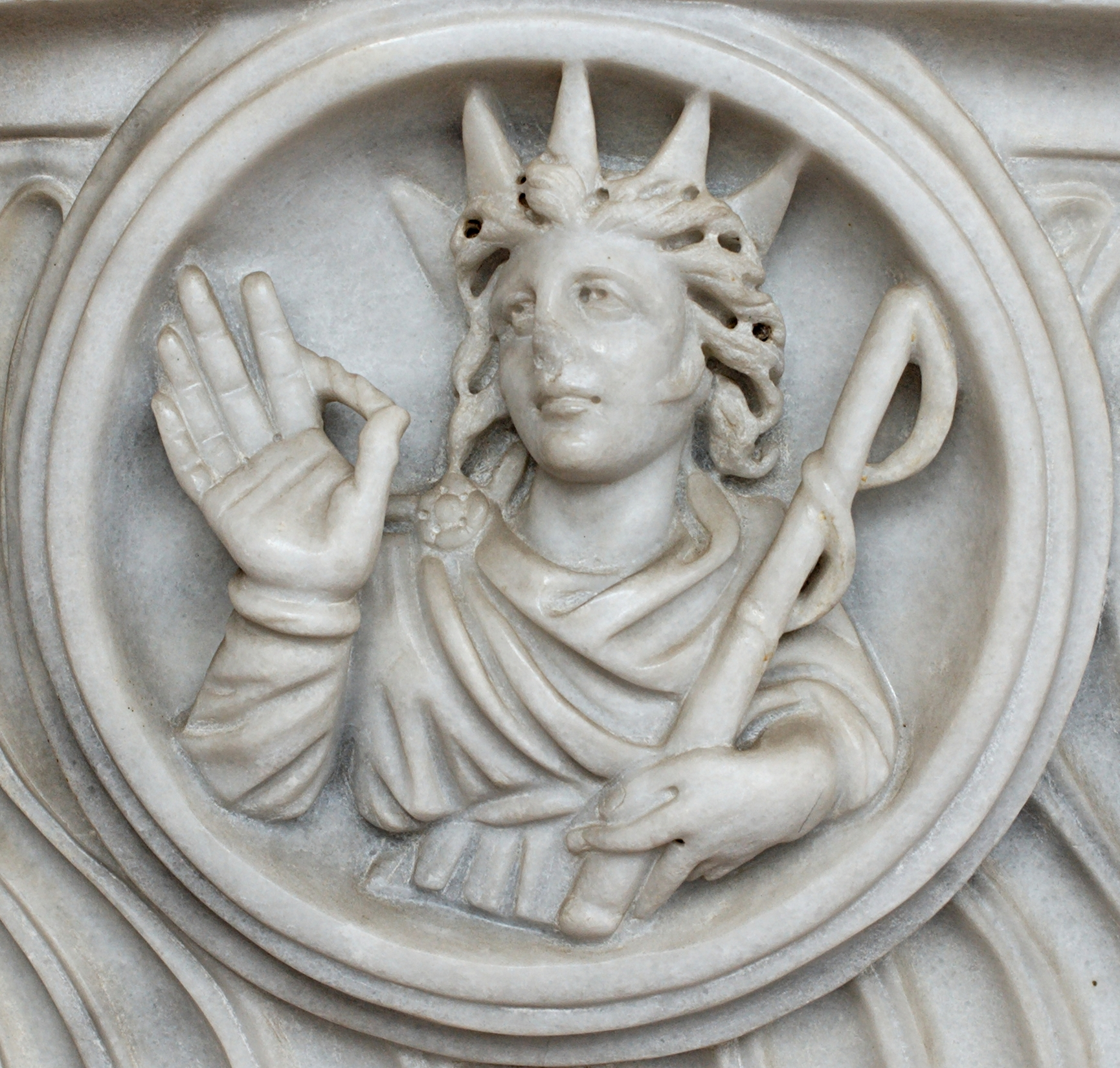
Hélios

Hélios (řecky Ἥλιος, latinsky Sol), syn Titána Hyperíona a jeho manželky a sestry Theie je bůh a zosobnění slunce.
Jeho sestrou je Seléné, bohyně měsíce a Éós, bohyně jitra. Jeho manželkou je Persa, s ní měl syna Aiéta, pozdějšího krále v Kolchidě a dcery Kirké, proslulou kouzelnici a Pásifaé, manželku krále Mínoa. Klymené, dcera Ókeanova mu porodila sedm dcer, zvaných Héliovny, a syna Faethonta. Toho zabil bleskem nejvyšší bůh Zeus, když Faethón nezvládal jízdu slunečním vozem a hrozilo zničení Země. Se svou milenkou Aiglé, prý nejkrásnější z Najád, zplodil Charitky, bohyně půvabu a krásy (ovšem jako jejich otec se v jiných verzích uvádí sám nejvyšší bůh Zeus a matkou prý je mořská bohyně Eurynomé).
Hélios je zosobněním slunce, ale také jeho jasu a tepla. Je vyobrazován jako výrazná postava, zlaté vlasy jsou korunovány oslňujícími paprsky.
Svou každodenní povinnost plnil ve zlatém voze, taženém čtyřmi okřídlenými koňmi. Je mu zasvěcen kohout, který ho na ranní cestu budil, před Héliem vycházela Éós – Jitřenka a za ní na východě vyjelo spřežení boha slunce. Jeho cesta začínala na dalekém východě, prý někde v Kolchidě a směřovala nad celou zemí až k dalekému západu na ostrov Blažených. Tam se jeho koně vykoupali a napásli a Hélios potom ve svém nádherném člunu, který mu zhotovil sám božský kovář Héfaistos, odplouval po vodách oceánu zpět na východ, kde druhého dne jeho pouť opět začínala.
Hélios dává svým světlem a teplem zemi život. Na své pouti všechno viděl – a mnohé si nenechal pro sebe. V bájích se uvádí, že byl svědkem nevěry bohyně Afrodíté s bohem války Areem, což prozradil podvedenému manželovi Héfaistovi. Viděl také, jak bůh podsvětí Hádés unesl Persefonu a prozradil to její nešťastné matce Démétér.
Héliovou pýchou bylo sedm stád krav a sedm stád beránků, která měl na ostrově Thrínakii. Každé stádo čítalo 50 kusů. Hlídaly mu je jeho dcery Faethúsa a Lampetia, které mu porodila nymfa Neaira. O těchto stádech se ví, že několik kusů z nich zabili Odysseovi druhové. Jelikož Hélios nepatřil k hlavním bohům, nebylo v jeho pravomoci trestat, musel proto o potrestání zlodějů požádat Dia.
Héliovým osobním majetkem byl ostrov Rhodos, který si vyzvedl z hlubin. Získal ho až poté, co si bohové rozdělovali majetek a na Hélia zapomněli. Obyvatelé ostrova jemu k poctě zbudovali Rhodský kolos, obrovskou sochu nad vjezdem do přístavu, jeden z divů světa. Byl zničen při zemětřesení v r. 225 př. n. l.